# Зракопловство НДХ
Зракопловство НДХ је било ваздухопловни огранак оружаних снага Независне Државе Хрватске. Основано је уз немачку подршку након Априлског рата.
Иако се не може сматрати великим ваздухопловством у време Другог светског рата, Зракопловство НДХ је ипак од априла 1941. до маја 1945. поседововало око 650 авиона, као и противавионске и падобранске јединице. Од скромних почетака 1941. Зракопловство НДХ је још увек пружало неки вид ваздушне подршке све до последњих дана Другог светског рата у Европи.
Зракопловство НДХ је имало пилотску школу опремљену једрилицама и тренажним авионима, првобитно на аеродрому Рајловац код Сарајева, а потом у Великој Горици и на аеродрому Плесо у Загребу. Њена падобранска школа се налазила у Копривници.

### Почетна организација
После напада Немачке на Југославију 6. априла 1941. усташки покрет је брзо реаговао и већ је 10. априла 1941. проглашена „Независна Држава Хрватска”. Ваздухопловство је службено почело да функционише од 19. априла 1941. када је за заповедника „Одјела зрачних снага” именован пуковник Владимир Крен.
У почетку основна делатност је била оснивање ваздухопловних база и пратећих служби. У јуну 1941. са немачким окупационим снагама је постигнут договор о додели већине заробљених авиона Краљевине Југославије. Ваздухоплови су сакупљани са аеродрома широм окупиране Југославије. Крајем јуна 1941. формално су основане ваздухопловне базе у Загребу и Сарајеву.

### Борбена дејства у 1941.
Током 1941. највише је употребљавана ваздухопловна база у Сарајеву. Прва борбена дејства против устаничких јединица у источној Херцеговини су извршена 26. јуна—28. јуна 1941. са аеродрома у Рајловцу авионима Потез 25 и Бреге 19. Касније су за исте задатке коришћени и Физир ФП-2. Летелице су често коришћене за превоз опреме и муниције до изолованих гарнизона и касарни. Прва ваздухопловна база у Загребу је располагала са 16 авиона различитих типова. Борбено су употребљавани само авиони Бреге XIX против партизана на подручју Хрватске и западне Босне. За бомбардовање путних праваца у дубини партизанске територије су употребљаване бомбе од 100 kg из већих авиона Авиа-Фокер F-39 и Савоја-Маркети SM.79.

### Борбена дејства у 1942.
Почетком 1942. ваздухопловство НДХ је у саставу имало четири групе (хрв. skupine) са 12 ескадрила (хрв. jata). Две додатне ваздухопловне групе су се налазиле у саставу Хрватске зракопловне легије која се борила на страни Немаца на Источном фронту. Бројно стање је променљиво пошто поправљени авиони долазе из Земуна, а било је губитака од пешачке ватре као и удеса у току летења. У априлу 1942. из Италије долазе модерни ловци — девет једноседа Фијат G.50 бис и један двосед Фијат G.50B. У истом периоду Италија је испоручила двомоторне бомбардере Капрони Ca.311М и лаке авионе Авија . У јануару 1942. ваздухопловство НДХ учествовало је заједно са немачким снагама у „Другој непријатељској офанзиви” на подручју источне Босне. У току маја 1942. авиони из бањалучке базе свакодневно снабдевају усташке гарнизоне у Санском Мосту, Кључу и селима око Санице са храном, лековима, муницијом и опремом. 21. маја 1942. пилот Фрањо Клуз је прелетео на партизански аеродром Урије крај Приједора с авионом Потез 25, а касније истог дана пилот Руди Чајавец са стрелцем Милутином Јазбецом је долетео на авиону Бреге 19. То су били први пребези из ваздухопловства НДХ на партизанску страну.
У дејствима против партизанских јединица и цивилног становништва на подручју Козаре од 30. маја 1942. употребљавана је посебна група — „Скупина Ценић” која је у свом саставу имала девет авиона (две Авија , два Рогожарски ПВТ-а, два авиона Рогожарски Р-100, један Потез 25, један Бреге 19 и једна Авија FL.3).
Са Источног фронта се 30. новембра 1942. у Загреб вратило осам Дорнијеа  (из некадашњег 15. (Кроат) Стафела/КГ 53). Половином децембра ти авиони и посаде су укључени у борбене акције против партизана.

### Борбена дејства у 1943.
На почетку 1943. опште прилике на европском ратишту су се промениле у корист Савезника. Над територијом НДХ све чешће се појављују савезнички авиони, а ваздухопловство НДХ је најслабије опремљено ловачким авионима. Једини модернији, али малобројни ловци су били Фијати G.50 бис.
Немачка команда је 20. јануара 1943. почела прву етапу операције „Вајс I” (Четврта непријатељска офанзива). У борбе на овом подручју укључене су немачке јединице са авионима Јункерс Ју 88, Хајнкел 111 и Јункерс Ju 87 „Штука”. Из састава ваздухопловства НДХ у борбама су учествовали некадашњи легионарски Дорнијеа .
Од фебруара 1943. званично име ваздухопловства НДХ се мења од „Зрачне снаге”, на „Бојно зракопловство”. Крајем маја 1943. партизани су у изненадном ноћном нападу на Војну једриличарску школу за напредно једрење на узлетишту „Света Недјеља” крај Загреба уништили два авиона Физир ФН и 54 једрилице различитих типова. Ноћу 11. августа 1943. партизани су у нападу на аеродром Рајловац избацили из употребе 34 немачка и усташка авиона.
После капитулације Италије „Бојно зракопловство” је дошло до одређеног броја италијанских авиона. Од друге половине 1943. НДХ осећа недостатак ваздухоплова па је извршена реорганизација односно смањење броја ескадрила. За команданта „Бојног зракопловства” 14. новембра 1943. је постављен Адалберт Рогуља уместо Генерала Крена.

### Борбена дејства у 1944.
У јануару 1944. почели су да пристижу ловци Моран-Солније MS.406 који представљају значајно појачање ловачких ескадрила. Савезничка надмоћ у ваздуху је изразита и ови ловци нису могли да спрече све чешћа бомбардовања територије НДХ. Аеродроми у Лучком и Боронгају тешко су настрадали у нападу 12. априла 1944. Појавио се недостатак горива па су авиони који троше више горива коришћени само у крајњој потреби. Средином године Немци су НДХ доделили ловце Маки MC.202. Преласци авионима на партизанску страну постали су учестали. Тежак губитак је НДХ доживела у ноћи 21. на 22. септембар 1944. када су партизани заузели аеродром Залужани поред Бање Луке. Партизани су заробили шест потпуно исправних и пет неисправних авиона. Заробљени авиони су одмах укључени у борбе против усташа.
У септембру 1944. НДХ је од Немаца добила 10 до 12 Физир Фи-167 А-0. Према службеним документима 1. октобра 1944. усташко ваздухопловство је у три сталне ваздухопловне базе располагало са 5 ваздухопловних група (пукова — хрв. skupina) и укупно 15 ескадрила. Тачан број авиона у том периоду је тешко установити, пошто се из докумената види да се у формацију ескадрила распоређују и авиони који тек треба да стигну. Због честих напада савезничких авиона авиони се размештају на помоћне аеродроме — Бјеловар, Карловац, Крижевци, Славонски Брод, Кутина, Самобор, Копривница и остали.

### 1945. година и ослобођење
Пред сам крај рата, у јануару 1945. НДХ је добила немачке ловце Месершмит Bf 109G-6/-10/-14. То није зауставило осипање усташке авијације због сталних губитака, пребега и недостатка горива. У априлу 1945. је извршено преформирање „Војног зракопловства”, али су промене остале само на папиру. Партизанске снаге су заробиле велик број исправних или оштећених ваздухоплова који су после рата коришћени у ваздухопловству нове Југославије.